# Гаврильченко, Юлия Филипповна
Юлия Филипповна Гаври́льченко (1916—1991) — советская актриса. Заслуженный артист Молдавской ССР (1952). Лауреат Сталинской премии третьей степени (1952)

## Биография
Родилась 8 августа 1916 года в селе Великая Снетинка (ныне Фастовский район, Киевская область, Украина); по другим данным — в Одессе.
В 1934 году окончила КГИТИ.
Во время Великой Отечественной войны артистка фронтового театра. После войны актриса ОдТСА. С 1965 года — актриса ОдРДТ имени А. В. Иванова.
Муж — Духновский, Николай Иванович.
В последние годы вместе с мужем жила в Доме ветеранов сцены имени Н. М. Ужвий (Пуща-Водица).
Умерла 24 июля 1991 года в Киеве.

## Роли в театре
- «Прага остаётся моей» Ю. А. Буряковского
- «Обычный человек» Л. М. Леонова — Аннушка
- «Таланты и поклонники» А. Н. Островского — Александра Николаевна Негина
- «Варвары» М. Горького — Лидия Павловна

## Награды и премии
- заслуженный артист Молдавской ССР (1952).
- Сталинская премия третьей степени (1952) — за исполнение роли в спектакле «Прага остаётся моей» Ю. А. Буряковского, поставленный на сцене Одесского ДТСА.
- орден Отечественной войны II степени (23.12.1985).
- медаль «За оборону Сталинграда» (27.1.1945).
- медаль «За трудовое отличие» (30.6.1951)[1].